# Sei Mencirim (Sunggal)
Sei Mencirim is een bestuurslaag in het regentschap Deli Serdang van de provincie Noord-Sumatra, Indonesië. Sei Mencirim telt 16.057 inwoners (volkstelling 2010).